# Kysihýbel
Kysihýbel je malá osada ve Štiavnických vrších, v údolí říčky Jasenica, součást obce Banský Studenec v okrese Banská Štiavnica.
Původně to byl majer patřící Banské Štiavnici, později přešel do majetku báňského erára, od 2. poloviny 19. století školní majetek Báňské a lesnické akademie. V současnosti je tu školní lesní závod, dřevěný kostelík a soustava malých rybníků.
Nedaleko osady se nachází Arboretum Kysihýbel, vybudované v letech 1900–1913. Na trase naučné stezky 1 km jihovýchodně od osady se nachází vzácná technická památka – podzemní kamenolom, ve kterém se v minulosti těžil ryolit.
Osada je východiskem velkého množství značených turistických tras do okolí, nedaleko osady je železniční zastávka Banský Studenec, na železniční trati Hronská Dúbrava – Banská Štiavnica.